# Кроа сир Гартан
Кроа сир Гартан (фр. Croix-sur-Gartempe) насеље је и општина у централној Француској у региону Лимузен, у департману Горња Вијена која припада префектури Белак.
По подацима из 2011. године у општини је живело 189 становника, а густина насељености је износила 14,84 становника/km². Општина се простире на површини од 12,74 km². Налази се на средњој надморској висини од 240 метара (максималној 275 m, а минималној 157 m).

## Демографија
| 1962. | 1968. | 1975. | 1982. | 1990. | 1999. | 2011. |
| ----- | ----- | ----- | ----- | ----- | ----- | ----- |
| 217   | 274   | 221   | 189   | 204   | 186   | 189   |

График промене броја становника у току последњих година